# Nailed to Obscurity
Nailed to Obscurity est un groupe allemand de death-doom metal mélodique, originaire d'Esens.

## Histoire
Le groupe est formé en 2005 par les deux guitaristes Jan-Ole Lamberti et Volker Dieken à Esens (Frise orientale / Basse-Saxe). Après peu de temps et seulement quelques premières répétitions, le chanteur initial Frank Busker est remplacé par Alexander Dirks. Peu de temps après, Jann Hillrichs rejoint le groupe et remplace Saverio Girolamo à la batterie. Carsten Schorn, qui remplace le bassiste d'origine Wilko Fimmen, rejoint le groupe juste avant l'enregistrement du premier album.
En 2007, le premier album studio Abyss… est produit au studio Soundlodge par Jörg Uken. En 2012, le groupe se sépare du chanteur de longue date Alexander Dirks. En juin 2013, ils signent avec le label  Apostasy Records et y sort l'album Opaque le 20 septembre 2013. Il s'agit du premier album avec Raimund Ennenga comme chanteur. Opaque est produit avec Lasse Lammert au studio LSD et l'artwork est réalisé par Ben Borucki.
Le 3 février 2017, le groupe sort son album King Delusion, qui, comme son prédécesseur, est également publié par Apostasy Records. Il est produit par V. Santura au Woodshed Studio à Landshut, en Bavière. L'artwork a été réalisé par le peintre et artiste argentin Santiago Caruso. En 2018, le groupe signe un contrat d'enregistrement avec Nuclear Blast, et y publie le 11 janvier 2019 son album Black Frost, qui se classe 37e dans les charts allemands des albums. L'album est de nouveau produit par V. Santura et l'artwork est de nouveau réalisé par Santiago Caruso.
En novembre 2022, ils publient le single Clouded Frame,,. En décembre 2022, ils effectuent une tournée française avec Eluveitie, Amorphis et Dark Tranquillity.

## Discographie
- 2005 : Our Darkness (démo)
- 2007 : Abyss… (album)
- 2013 : Opaque (album, Apostasy Records)
- 2017 : King Delusion (album, Apostasy Records)
- 2019 : Black Frost (album, Nuclear Blast ; 37e des charts allemands[4])